# گروب جی ۵۲۰
گروب جی ۵۲۰ (به انگلیسی: Grob_G_520) یک هواگرد ملخ‌پیشین تک‌موتوره از نوع شناسایی ساخت شرکت Grob Aircraft است. هواگرد گروب جی ۵۲۰ نخستین پروازش را در ۲۴ ژوئن ۱۹۸۷ میلادی انجام داد. این هواگرد در سال ۱۹۹۱ میلادی رسماً معرفی گردید. در مجموع، تعداد ۶ فروند از این هواگرد ساخته شده‌است.